# El Capitolio
Pour les articles homonymes, voir Capitole (homonymie).

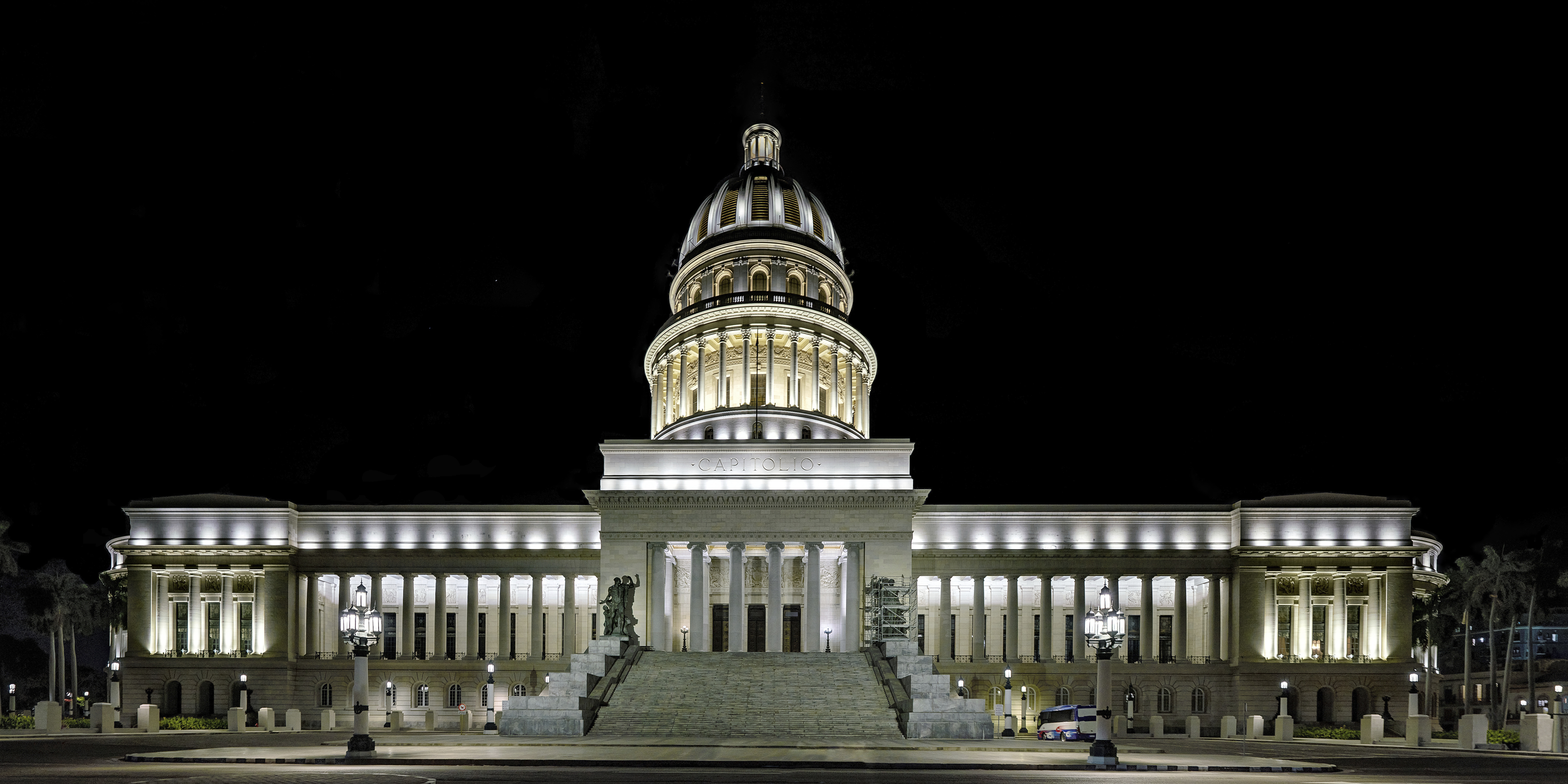
El Capitolio, façade est. Janvier 2018.

Le Capitole ou Capitole national (en espagnol, El Capitolio ou Capitolio Nacional) est un édifice public de La Havane, capitale de Cuba. Il abrite le siège de l'Académie des sciences et de l'Assemblée nationale du pouvoir populaire.

## Nom
Il est dénommé ainsi en référence au Capitole des États-Unis à Washington, car il était, avant la révolution de 1959, le siège du gouvernement.

## Situation
L'édifice s'élève au centre de La Havane, dans la municipalité de La Habana Vieja. Il est entouré d'une vaste esplanade limitée par le paseo de Marti à l'est et les rues San José au nord, de l'Industrie à l'ouest et des Dragons au sud.

## Histoire
Conçu par l'architecte cubain Eugenio Rayneri Piedra (en), sa construction mobilise, de 1920 à 1929, des milliers d'ouvriers, ce qui en fait à l'époque le chantier le plus important de Cuba. 
Après avoir abrité le Congrès de Cuba jusqu'en 1959, il devient le siège de l'Académie des sciences et du ministère de la Science, de la Technologie et de l'Environnement. 

## Architecture
À l'intérieur, on peut voir la salle des pas perdus où l'on aperçoit la coupole (61 m de haut). Au centre, dans le sol, un « Diamant » marque le kilomètre zéro de toutes les routes du pays.